# Millerelix peregrina
Millerelix peregrina é uma espécie de gastrópode  da família Polygyridae.
É endémica dos Estados Unidos da América.
Os seus habitats naturais são: áreas rochosas.